# Didion punctatum
Didion punctatum är en skalbaggsart som först beskrevs av Melsheimer 1847.  Didion punctatum ingår i släktet Didion och familjen nyckelpigor. Inga underarter finns listade i Catalogue of Life.